# Brachyauchenus
Brachyauchenus is een geslacht van rechtvleugeligen uit de familie sabelsprinkhanen (Tettigoniidae). De wetenschappelijke naam van dit geslacht is voor het eerst geldig gepubliceerd in 1895 door Brunner von Wattenwyl.

## Soorten
Het geslacht Brachyauchenus omvat de volgende soorten:
- Brachyauchenus castaneus Brunner von Wattenwyl, 1895
- Brachyauchenus festae Griffini, 1896
- Brachyauchenus minutus Nickle, 2006
- Brachyauchenus varicosus Piza, 1980